# Université d'État de Wayne
L'université d'État de Wayne (en anglais : Wayne State University) est une université américaine publique de recherches qui se trouve à Détroit, dans le Michigan, situé dans le secteur historique.
Fondée en 1868, la WSU est composée de treize écoles et collèges qui offrent plus de 370 domaines principaux à plus de 28 000 étudiants diplômés, non diplômés, ou de premier cycle. Elle est actuellement la troisième plus grande université de l'État du Michigan et l'une des trente plus grandes des États-Unis. Le campus est de 822 000 m2, et contient plus de cent bâtiments au cœur de Détroit. Son actuel président est Allan Gilmour, ancien vice-président de Ford.

## Personnalités liées à l'université
- John Corvino, philosophe
- Toi Derricotte, poète
- Robert Hayden, poète, universitaire
- Donald Byrd, trompettiste
- Lawrence Patrick, considéré comme l'un des pères du mannequin de crash test
- Hoyt W. Fuller, journaliste et universitaire, fondateur de l'Organization of Black American Culture (en) (OBAC)
- Dudley Randall, poète, bibliothécaire et éditeur